# Schindleria (animal)
El género Schindleria es el único de la familia Schindleriidae, grupo de peces marinos incluida en el orden Perciformes.
Tienen el cuerpo transparente y muy pequeño, de menos de 2 cm de longitud, con mucho cartílago y huesos dérmicos no desarrollados. La sección terminal de la columna vertebral es similar a una varilla, sin osificar.

## Especies
Existen cuatro especies en el único género de esta familia:
- Schindleria brevipinguis (Watson y Walker, 2004)
- Schindleria nana Ahnelt, Macek & Robitzch, 2024[2]
- Schindleria pietschmanni (Schindler, 1931)
- Schindleria praematura (Schindler, 1930)